# Lawrenceville (Ohio)
Lawrenceville és una població dels Estats Units a l'estat d'Ohio. Segons el cens del 2000 tenia 302 habitants.

## Demografia
Segons el cens del 2000, Lawrenceville tenia 302 habitants, 109 habitatges, i 86 famílies. La densitat de població era de 896,9 habitants/km².
Dels 109 habitatges en un 35,8% hi vivien nens de menys de 18 anys, en un 61,5% hi vivien parelles casades, en un 11% dones solteres, i en un 21,1% no eren unitats familiars. En el 16,5% dels habitatges hi vivien persones soles el 3,7% de les quals corresponia a persones de 65 anys o més que vivien soles. El nombre mitjà de persones vivint en cada habitatge era de 2,77 i el nombre mitjà de persones que vivien en cada família era de 3,12.
Per edats la població es repartia de la següent manera: un 29,1% tenia menys de 18 anys, un 7,6% entre 18 i 24, un 30,5% entre 25 i 44, un 23,5% de 45 a 60 i un 9,3% 65 anys o més.
L'edat mediana era de 36 anys. Per cada 100 dones de 18 o més anys hi havia 107,8 homes.
La renda mediana per habitatge era de 50.000 $ i la renda mediana per família de 53.750 $. Els homes tenien una renda mediana de 38.333 $ mentre que les dones 19.688 $. La renda per capita de la població era de 19.105 $. Aproximadament el 3,7% de les famílies i el 3,1% de la població estaven per davall del llindar de pobresa.

## Poblacions més properes
El següent diagrama mostra les poblacions més properes.